# EIF2AK4
عامل بدء الترجمة لدى حقيقيات النوى 2-ألفا كيناز 4 (بالإنجليزية: Eukaryotic translation initiation factor 2-alpha kinase 4)‏ هو بروتين يتم تشفيره عند البشر بواسطة جين EIF2AK4. ينتمي عامل بدء الترجمة لدى حقيقيات النوى 2-ألفا كيناز 4 إلى عائلة من الكينازات التي تفسفر الوحدة الفرعية ألفا لعامل بدء ترجمة حقيقيات النواة -2 لتنظيم تخلق البروتين بالإنقاص استجابة للضغوط الخلوية المتنوعة. ترتبط الطفرات في جين EIF2AK4 بعدة أمراض مثل الورم الوعائي الشعيري الرئوي وداء الانسداد الوريدي الرئوي.

## روابط خارجية
- نظرة شاملة على جميع المعلومات الهيكلية المتاحة في بنك بيانات البروتينات (PDB) لـقاعدة البيانات يونيبروت (UniProt): Q9P2K8 (عامل بدء الترجمة لدى حقيقيات النوى 2-ألفا كيناز 4) في بنك بيانات البروتين في أوروبا (PDBe-KB).